# Brudkläder

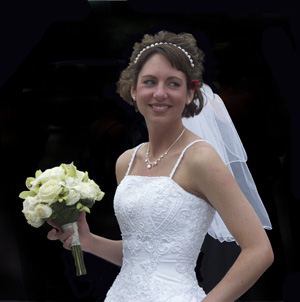
Brud iklädd brudkläder.

Brudkläder, från 1865

Brudkläder är kläder och accessoarer för damer och bärs i samband med bröllop och vigsel.
Under den så kallade första empiren (directoiren, 1799-1805) blev vit brudklädsel sed bland överklassens flickor och idag väljer omkring 90 % av all världens blivande brudar lång och vit klänning. Vitt står för oskuld; redan under antiken skulle bruden bära vitt, men sedermera bar bruden blott den finaste klänning hon ägde, oftast folkdräkten. Om brudklänningen var ny syddes den till bröllopet, och användes sedan som festplagg. Slöjan kom till i början av 1800-talet, och ersatte så småningom seden att bruden hade utslaget hår.
Kort klänning användes först på 1940-talet, då även dräkt var vanligt på grund av kristider. Efter andra världskriget kom kommersen igång på allvar, med särskilda butiker där man köpte, sydde eller hyrde klänning - och frack. Rosarutigt och brodyr kom in i bilden 1959 då den så kallade bardotrutan slog igenom, men det var främst för trendiga brudar. Kortkort accepterades på 1960-talet, och klädseln var även superdesignad; exempelvis Paco Rabanne kom med ett gör-det-själv-paket bestående av plastlameller i påse som man kunde sätta ihop sin egen kortkorta av.
På 1970-talet ändrades vanorna radikalt; att gifta sig i mormors nattlinne på en äng var rätt då, om man alls gifte sig. Sedan 1960-talet är det lika vanligt att gifta sig borgerligt som kyrkligt. Sedan 1990-talet har det samtidigt kommit en ny trend mot mer påkostade bröllop. En påkostad klänning kan vara svår att snabbt ta sig ur, vilket gör att bruden kan välja att använda ett särskilt inkontinensskydd (engelska bridal diaper).
Först mot sekelskiftet 1900 kom den ursprungligen brittiska seden att det skulle vara lyckobringande att bära "något gammalt, något nytt, något lånat, något blått" - kronan var gammal, underkläderna nya, klänningen lånad/omsydd, strumpebandet blått. Något gammalt som minne av brudens tidigare liv, något nytt som tecken på ny ordning, något lånat för att behålla gamla vänner samt något blått symbol för hoppet eller en bra framtid.
Morgongåvan, det smycke eller värdehandling bruden fick morgonen efter bröllopet, var en lagstadgad änkeförsörjning. Brudbuketten bars sedan 1700-talet av mannen, först 1888 fick kvinnan ta hand om (och välja) buketten. Brudkrona eller brudkrans ersattes för första gången på 1920-talet av enbart slöja, på 1960-talet hade man hellre blomkrans i håret än slöja.
Under brudklänningen bärs ofta vita brudunderkläder, som passar till klänningen och inte skiner igenom. Bruden kan bära crèmefärgade strumpor eller strumpbyxor. Om bruden väljer strumpor, är det behändigt att även bära en strumpebandshållare eller torsolett/body med inbyggd strumpebandshållare. Bruden kan bära underkjol, ibland av krinolinmodell, för att få vidd på en vid brudklänning. Om bröllopet äger rum på vintern, kan bruden vilja vara lite mer klädd under. Då kan hon bära en vit underklänning.
På en möhippa brukar bruden bära enkla, mer skämtsamma varianter av brudkläder, med slöja, krona eller tiara och ibland klänning.

## Typer av brudkläder
- Brudklänning
- Brudslöja
- Brudkrona
- Brudhandskar